# Liga Norte Grande 2025
La Liga Norte Grande 2025 fue la segunda edición del torneo de rugby que agrupa a los clubes de la Unión de Rugby de Salta y la Unión Santiagueña de Rugby.
Fue uno de los 2 torneos, junto al Anual Tucumano, clasificatorio para el Torneo Regional del Noroeste 2025. Tigres Rugby Club se consagró campeón del torneo por primera vez en su historia.

## Formato
El torneo se dividió en dos etapas: la primera integrada por 8 clubes (5 de la Provincia de Salta y 3 de la Provincia de Santiago del Estero), donde jugaron todos contra todos y los 6 mejores posicionados avanzaron a la siguiente etapa. La segunda etapa se jugó todos contra todos, con arrastre de puntos de la ronda anterior, entre los 6 mejores de la fase anterior y definió los clasificados para el Torneo Regional del Noroeste.

## Equipos participantes
| Club                     | Ciudad              |
| ------------------------ | ------------------- |
| Santiago Lawn Tennis     | Santiago del Estero |
| Old Lions                | Santiago del Estero |
| Santiago Rugby Club      | Santiago del Estero |
| Tiro Federal de Salta    | Salta               |
| Gimnasia y Tiro          | Salta               |
| Universitario Rugby Club | Salta               |
| Jockey Club de Salta     | Salta               |
| Tigres Rugby Club        | San Lorenzo         |

## Primera fase
| Equipos                  | Encuentros | Encuentros | Encuentros | Encuentros | Puntos |
| Equipos                  | PJ         | PG         | PE         | PP         | Puntos |
| ------------------------ | ---------- | ---------- | ---------- | ---------- | ------ |
| Jockey Club de Salta     | 7          | 6          | 0          | 1          | 27     |
| Gimnasia y Tiro          | 7          | 5          | 0          | 2          | 26     |
| Tigres Rugby Club        | 7          | 6          | 0          | 1          | 26     |
| Old Lions                | 7          | 5          | 0          | 2          | 24     |
| Santiago Lawn Tennis     | 7          | 3          | 0          | 4          | 17     |
| Universitario Rugby Club | 7          | 2          | 0          | 5          | 10     |
| Tiro Federal de Salta    | 7          | 1          | 0          | 6          | 5      |
| Santiago R.C.            | 7          | 0          | 0          | 7          | 2      |
|  | Clasificados a la siguiente ronda. |

## Segunda fase
| Equipos                  | Encuentros | Encuentros | Encuentros | Encuentros | Puntos |
| Equipos                  | PJ         | PG         | PE         | PP         | Puntos |
| ------------------------ | ---------- | ---------- | ---------- | ---------- | ------ |
| Tigres Rugby Club        | 5          | 4          | 1          | 0          | 46     |
| Jockey Club de Salta     | 4          | 2          | 1          | 1          | 40     |
| Old Lions                | 5          | 2          | 1          | 2          | 34     |
| Gimnasia y Tiro          | 4          | 0          | 0          | 4          | 27     |
| Santiago Lawn Tennis     | 5          | 1          | 1          | 3          | 24     |
| Universitario Rugby Club | 5          | 2          | 0          | 3          | 20     |

| Campeón Tigres |
|                |